# Distretto di Bang Saphan
Il distretto di Bang Saphan (in thailandese: บางสะพาน) è un distretto (amphoe) della Thailandia, situato nella provincia di Prachuap Khiri Khan.